# 福岡トヨタ硬式野球クラブFTサンダース
福岡トヨタ硬式野球クラブFTサンダース（ふくおかトヨタこうしきやきゅうクラブ エフティー・サンダース）は、福岡県福岡市に本拠地を置き、日本野球連盟に加盟している社会人野球のクラブチームである。
運営母体は福岡トヨタ自動車株式会社。2023年5月に創部された。

## 概要
福岡トヨタ自動車は、これまでも地元プロ野球チームである福岡ソフトバンクホークスの年間MVP選手の受賞者に対する副賞・自動車の贈呈協賛や、野球場の命名権取得など、野球を通した地域貢献活動を行ってきたが、2023年に創業80周年を迎えるにあたり、新卒生の学生の野球活動の受け皿づくりや、将来の日本野球界を支える人材の育成を図るため、社会人野球の硬式野球チームの結成を発表した。
ゼネラルマネージャー（GM）には、元プロ野球選手でありオリックス・バファローズで監督を務めた森脇浩司が就任した。

## 設立・沿革
- 2023年（令和5年）5月：創部
- 2025年（令和7年）3月10日：日本野球連盟への加盟申請が承認[2]

## 主要大会の出場歴・最高成績
- なし

## 元プロ野球選手の競技者登録
- 森脇浩司（元：近鉄、広島、南海・ダイエー） - ゼネラルマネージャー
- 杉本正（元：西武、中日、ダイエー） - 投手コーチ